# Markel Olano
Markel Olano Arrese (Beasáin, Guipúzcoa, 2 de junio de 1965) es un político español del País Vasco, miembro del Partido Nacionalista Vasco y Diputado General de la Diputación Foral de Guipúzcoa desde el 6 de julio de 2007 hasta el 23 de junio de 2011 y desde el 23 de junio de 2015 hasta el 29 de junio de 2023.

## Inicios en la política
Olano se inició en 1980 con quince años en la política cuando se hizo miembro de la organización juvenil Euzko Gaztedi del Partido Nacionalista Vasco. Sus años de militancia en EGI los desarrolló de forma interna en las estructuras de EGI de Beasáin y del Goyerri. Mientras compaginaba su militancia en EGI, cursó estudios y se licenció en Filosofía por la Universidad del País Vasco. Completó su recorrido con estudios de doctorado en la misma materia. En la actualidad se halla en el proceso de redacción de su tesis doctoral.

## Trabajo político en el PNV
En el seno de su militancia en el PNV ha tenido cargos de distinta responsabilidad. De 1996 a 2000 fue miembro del Gipuzko Buru Batzar (Territorial guipuzcoana del PNV), estando bajo su responsabilidad el campo de Euskara, Educación y Cultura. En esa misma época fue el representante del PNV en la Comisión Permanente de la Declaración de Lizarra-Garazi. 
En el año 2000 fue nombrado miembro del Euzkadi Buru Batzar del PNV que por aquel entonces dirigía Xabier Arzalluz. Bajo su responsabilidad estuvieron el área de Juventud, Euskara, Cultura y Deportes. A esa responsabilidad se le sumó la recién estrenada de Tecnologías de información y comunicación.

## Diputado General

### XVIII. Legislatura (2007-2011)
Tras las elecciones forales de 2007, el 6 de julio del mismo año su candidatura fue la que más votos obtuvo en la votación efectuada en las Juntas Generales de Guipúzcoa y a resultas de ello el 12 de julio se completó la Diputación Foral de Guipúzcoa siendo Markel Olano nombrado su Diputado General.
En el Plan de Gestión 2007-2011 de la Diputación Foral de Guipúzcoa se especifican las líneas maestras de actuación de Markel Olano para la legislatura 2007-2011.

### XX. y XXI. Legislatura (2015-2023)
En las elecciones forales de 2015 celebradas el 24 de mayo de 2015, Olano, que encabezaba por tercera vez consecutiva la lista del PNV, consiguió por primera vez ser la lista más votada. El 23 de junio de 2015, Olano fue investido Diputado General con el voto favorable de los junteros de PNV y PSE-EE, tras haber sellado con los socialistas un acuerdo de gobierno de coalición.
Fue reelegido en las elecciones de 2019.
No se presentó a la reelección en 2023. Su sucesora fue Eider Mendoza.

## Aficiones
Entre las aficiones de Markel Olano se pueden citar la montaña, la lectura y la fotografía.
| Predecesor: Joxe Joan González de Txabarri Miranda | Presidente de la Diputación Foral de Guipúzcoa 2007-2011 | Sucesor: Martin Garitano Larrañaga |
| Predecesor: Martin Garitano Larrañaga              | Presidente de la Diputación Foral de Guipúzcoa 2015-2023 | Sucesor: Eider Mendoza             |